# Suste Bonnén
Suste Bonnén (født 25. oktober 1948 i København) er en dansk portrætfotograf, billedhugger og forfatter. Hun er datter af kostumier, scenograf Tone Bonnén og arkitekt Alf Refer, søster til billedhugger Peter Bonnén og tante til kunstmaler Kaspar Bonnén.
Bonnén er særligt kendt for sin undervandsskulpturgruppe Agnete og Havmanden fra 1992, der hviler på bunden af Frederiksholms Kanal i København ved Christiansborg.
I 2008 købte hun Karnaphuset i Østergade i Rønne. Bygningen er et fredet bindingsværkhus fra 1753. Det er det sidste hus i Rønne, der har karnap. Bonnén købte det for 1,9 mio. kr. af Kulturarvsstyrelsen, der havde renoveret det 2004-2008 for omkring 5 mio. kr..I 2011 blev huset sat til salg for 2,5 mio. kr. men det blev ikke solgt før 2017. I 2014 udgav hun bogen De bevarer Danmark - kærlighed til fredede huse om at bo i fredede huse.
Retten på Frederiksberg idømte i november 2018 Suste Bonnén 20 dages betinget fængsel for ulovlig deling af seksualiseret videomateriale af hendes 6. eksmand og at betale eksmanden en torterstatning på 10.000 kr.
Suste Bonnén deltog aktivt i en kampagne for at kalde BornholmsTrafikkens færge Leonora Christina.